# ساب ۹۰۰۰

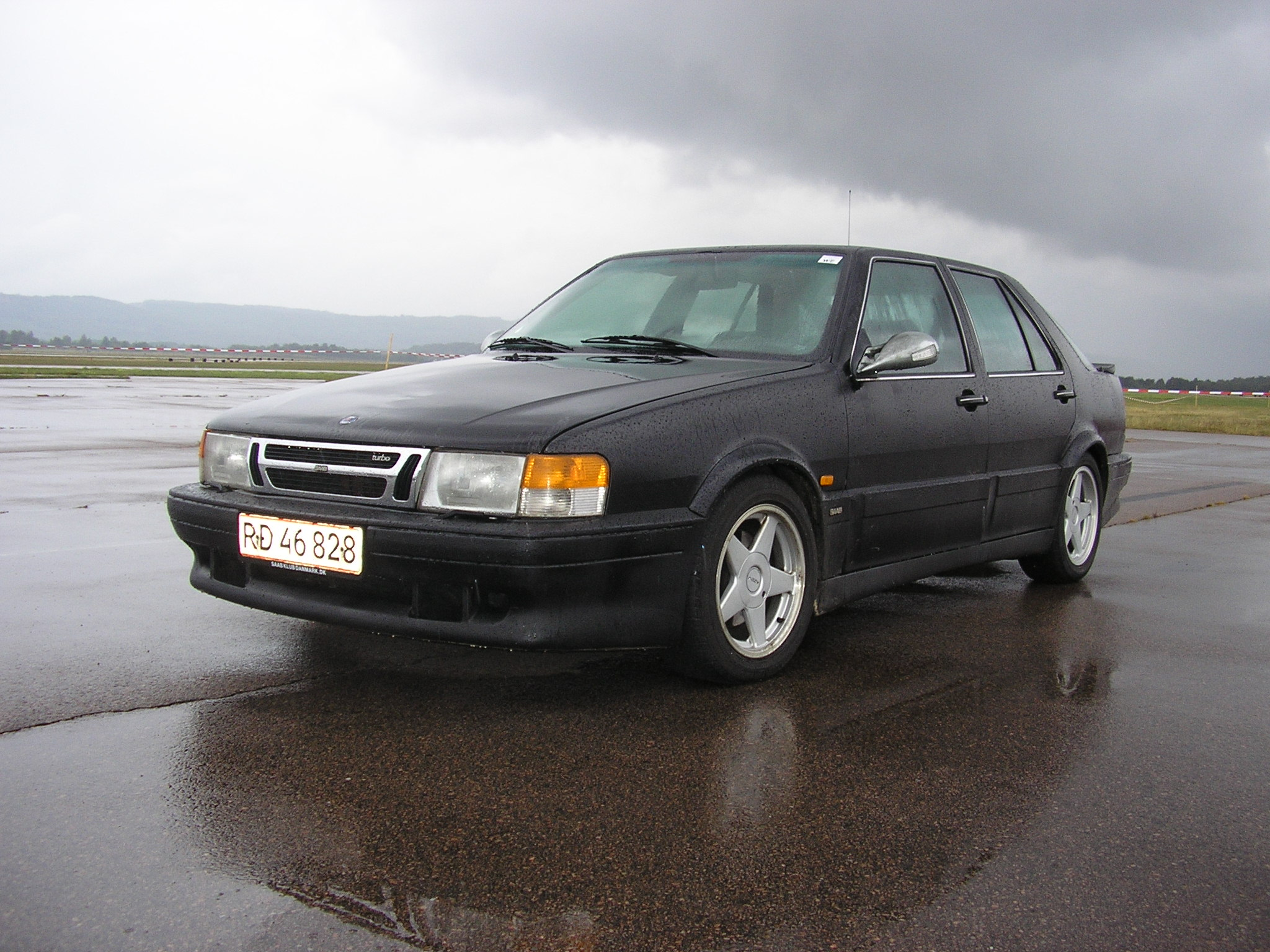

ساب ۹۰۰۰ (Saab ۹۰۰۰) خودرویی است که در سال‌های ۱۹۸۵ تا ۱۹۹۸/>(۵۰۳٬۰۸۷ produced)تولید شده‌است. است. سیستم جعبه‌دندهٔ آن ۴ ،۵، دنده به دو صورت خودکار و دستی است.